# گلادیس هورتون
گلادیس هورتون (انگلیسی: Gladys Horton؛ ۳۰ مهٔ ۱۹۴۵
گینس‌ویل، فلوریدا، united states – ۲۶ ژانویهٔ ۲۰۱۱) یک موسیقی‌دان اهل ایالات متحده آمریکا بود. وی بین سال‌های ۱۹۶۱ تا ۲۰۰۹ میلادی فعالیت می‌کرد.